# Тагай (бек)

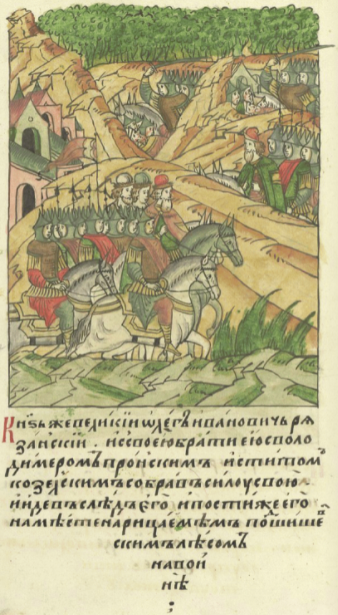
Князья Тит Фёдорович, Олег Рязанский, Владимир Пронский побеждают Тагая у Шишевского леса

Тагай (Таган) (ум. после 1369) — татарский бек Золотой Орды (князь). 
В 1361 году Тагай захватил власть в Улусе Мохши. Чеканил монету (до 1368). В 1365 году совершил набег на Рязанское княжество, захватил и сжёг Переславль-Рязанский. Был разбит в сражении у Шишевского леса. В 1368 году его улус был подчинён власти Мамая.
В результате постоянной смены власти и смуты в Орде Пулад-Темир, который был наместником в Волжской Булгарии и бек Тагай, провозгласили себя независимыми правителями и вышли из состава Орды в 1361 году. Сделать это могла только сильная и влиятельная татарская знать, имевшее в своём распоряжение сильное и многочисленное войско. В историческом труде Ю. В. Селезнева: «Элита Золотой Орды» Тагай упомянут, как старший эмир. По русским летописям, начиная с 1361—1366 годов Мохши владел бек Тагай «и владел 5 лет», «Тагай имя ему от Бездежа». Никоновская летопись указывает на Тагая, как на сильного волевого человека: «сам себе княжища» « в Наручадской стране» «по разрушению Ординского». Он завоевал и пленил «все власти и села вокругег Переславля». Историк Сафаргалиев с своём научном труде «Распад Золотой Орды» писал: Княжество Тагая располагалось в районе Мохши (Мещеры), занимало значительную часть территорий в пределах Симбирской, Нижегородской и Пензенской губернии. В этих областях осталось много названий сел, рек, урочищ, носивших имя Тагай. Тагай с тюркского языка обозначает: родственник по материнской линии, старший брат, дядя, старший родственник. И это подтверждается современными изысканиями, где бек Тагай являлся братом жены кыпчакского хана — мурзы Тимура. Великая замятня, насаждение ислама, завоевания Наручади вынудило покинуть страну многих жителей, которые откочевали в другие княжества, в особенности Рязанское. Так на его территории возникли села с топонимами Мохши, Нармущадь, Кипчаково и другие. Нехватка воинов, людских ресурсов, денежных средств, а также чума, которая прошла по Бездеже и перекинулася в Москву подрывало стремление Тагая к независимости от Белой и Синей Орды. Подкрепляя факты историческими данными, историк Н. Н. Левашова пишет: «в отместку или с целью пополнить людские потери, в связи с бегством наручанцев в Рязанские земли, эмир Тагай в 1365 году внезапно напал на Переслав-Рязанский и захватил его в полон, имея богатую добычу и много пленных». Историк отмечает, что у Тагая была хорошая разведка и он совершил набег, когда дружина рязанского князя Олега Ивановича и сам князь отсутствовали в городе. Симеоновская летопись так описывает события: «1365-1366г…. того же лета Тагаи, князь ординский, из Наручади приде ратью Татарскою на Рязанские земли и пожже град Переславль. Князь же великий Олег Иванович с братею с Владимиром Пронским, Титом Козельским, собрав силу свою и иде вслед его, и постиже его на месте нарицаемом под Шишевским лесом, на Воине и бысть им бои, брань зело люта и сеча зла о поможе Бог великому князю Олгу и братии его Пронскому и Козельскому, а Тагаи в мале дружине одва убежал. Того же лета поставиша в Торжку церковь камену во имя святого боголепнаго Преображениа Господа нашего Исуса». О дальнейшей судьбе Тагая исторических данных нет. По версии русских историков, местные мордовские князья убили Тагая в 1366 году, так как ненавидели его за притеснения и всячески пытались избавиться от него. Тюркские летописи относят смерть Тагая к 1378 году: «…Арабшах напал на Мохшу, разгромил и убил Тагая».